# 20479 Селісосьєр
20479 Селісосьєр (20479 Celisaucier) — астероїд головного поясу, відкритий 14 липня 1999 року.
Тіссеранів параметр щодо Юпітера — 3,482.